# Верот
Верот (нім. Weroth) — громада в Німеччині, розташована в землі Рейнланд-Пфальц. Входить до складу району Вестервальд. Складова частина об'єднання громад Вальмерод.
Площа — 2,52 км2. Населення становить 582 ос. (станом на 31 грудня 2020).